# Circondario del Reno-Sieg
Il circondario del Reno-Sieg (in tedesco Rhein-Sieg-Kreis) è uno dei circondari (Kreis) della Renania Settentrionale-Vestfalia, in Germania.
Il circondario appartiene al distretto governativo (Regierungsbezirk) di Colonia, e comprende 11 città e 8 comuni. Il capoluogo è Siegburg, il centro maggiore Troisdorf. Danno nome al circondario i fiumi Reno e Sieg, che l'attraversano e nel suo territorio uniscono le loro acque.
La città di Bonn, pur non appartenendo al circondario, ne è quasi totalmente circondata.

## Città e comuni
Fanno parte del circondario 19 comuni di cui undici sono classificati come città (Stadt). Una delle città è classificata come grande città di circondario (Große kreisangehörige Stadt) le altre 10 sono classificate come media città di circondario (Mittlere kreisangehörige Stadt).
(Abitanti al 31 dicembre 2021)
Città
1. Bad Honnef (media città di circondario) (25 738)
2. Bornheim (media città di circondario) (48 435)
3. Hennef (Sieg) (media città di circondario) (47 400)
4. Königswinter (media città di circondario) (41 065)
5. Lohmar (media città di circondario) (30 452)
6. Meckenheim (media città di circondario) (24 693)
7. Niederkassel (media città di circondario) (38 694)
8. Rheinbach (media città di circondario) (26 831)
9. Sankt Augustin (media città di circondario) (55 563)
10. Siegburg (media città di circondario) (41 660)
11. Troisdorf (grande città di circondario) (75 222)

Comuni
1. Alfter (23 521)
2. Eitorf (18 751)
3. Much (14 577)
4. Neunkirchen-Seelscheid (19 852)
5. Ruppichteroth (10 496)
6. Swisttal (18 527)
7. Wachtberg (20 391)
8. Windeck (18 864)